# Expo 71
De EXPO 71 was een wereldtentoonstelling die in 1971 werd gehouden rond het thema "jacht". De tentoonstelling vond plaats in de Hongaarse hoofdstad Boedapest en was de 18e gespecialiseerde tentoonstelling die door het Bureau International des Expositions werd erkend.